# Bob Neyret

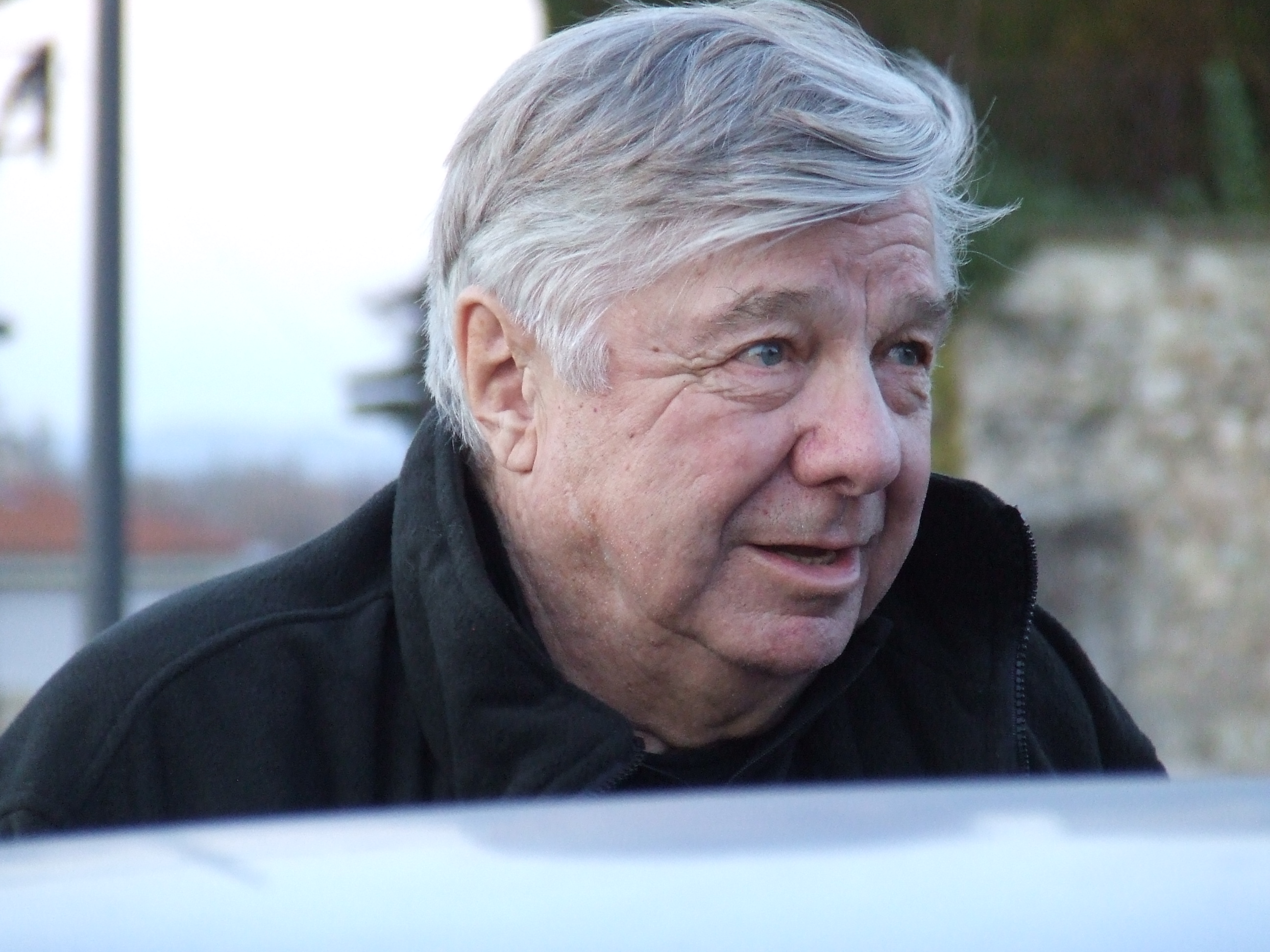
Bob Neyret 2010

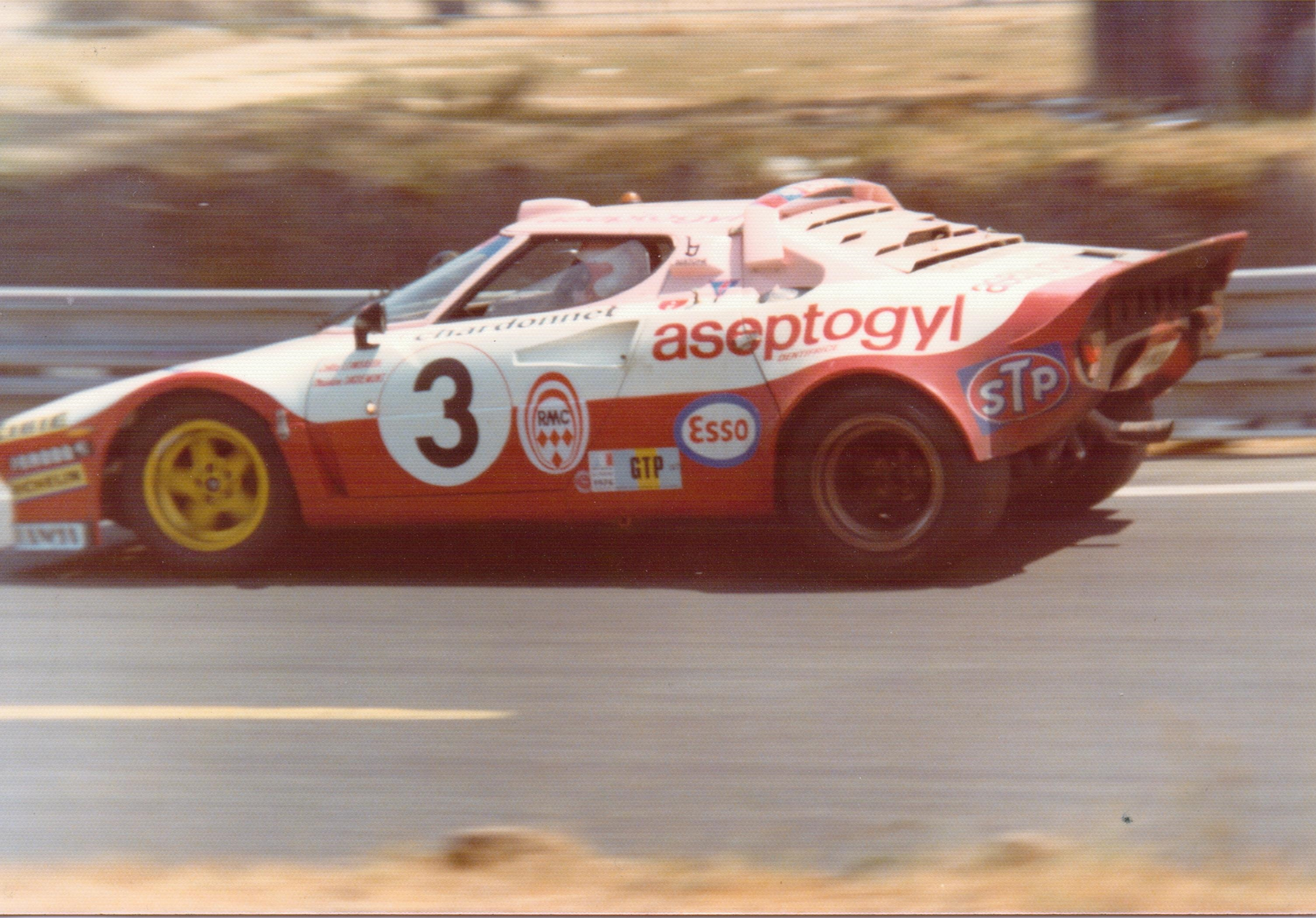
Der Aseptogyl-Lancia Stratos Turbo von Lella Lombardi und Christine Dacremont beim 24-Stunden-Rennen von Le Mans 1976

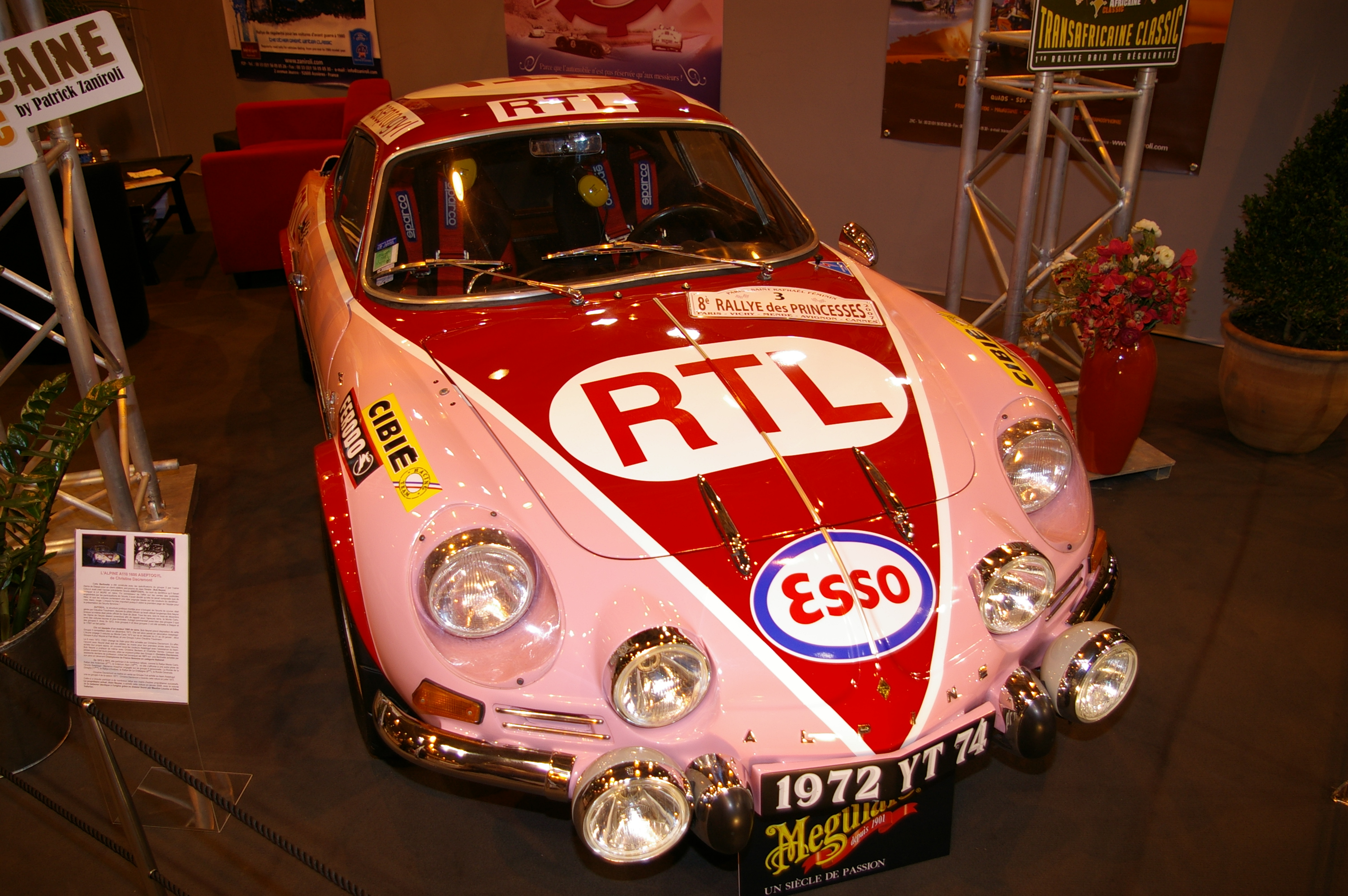
Aseptogyl-Alpine A110 mit der markanten Lackierung

Robert „Bob“ Neyret (* 28. Februar 1934 in Grenoble) ist ein ehemaliger französischer Unternehmer, Autorennfahrer und Rennstallbesitzer.

## Karriere als Rennfahrer
Bob Neyret war ausgebildeter Zahnarzt und in den 1960er-Jahren ein bekannter französischer Rallyefahrer. Neyret hatte eine besondere Affinität zu Rallyes in der Wüste und im Schnee. Seinen ersten internationalen Einsatz hatte er bei der Rallye Lüttich-Rom-Lüttich 1960. Erstmals war sein langjähriger Freund Jacques Terramorsi, der selbst als Fahrer aktiv war, sein Beifahrer. Das Duo kam im Triumph TR3 als 13. der Gesamtwertung ins Ziel (Sieger waren Pat Moss und Ann Wisdom – die Tochter von Elsie- und Tommy Wisdom – im Austin-Healey 3000).
Sein erster Sieg gelang ihm beim Critérium Neige et Glace 1962, einer Rallye die auf schneebedeckten Straßen im Département Jura stattfand. Als er 1969 seine erste Rallye Marokko gewann, war er schon Werksfahrer bei Citroën und fuhr gemeinsam mit Terramorsi einen DS 21 Proto Chassis Court. Diesen Erfolg wiederholte er 1970. Im Werks-Peugeot 504 Ti gewannen Neyret und Terramorsi 1971 die Rallye Elfenbeinküste, eine weitere Veranstaltung auf staubigen afrikanischen Wüstenstraßen. In der Elfenbeinküste fuhr er 1981 auch seine letzte Rallye. Im Alpine A310 fiel er nach einem Motorschaden aus.
Bob Neyret war auch auf der Rundstrecke aktiv. 1966 bestritt er gemeinsam mit Terramorsi, der diesmal als Fahrer aktiv war, das 1000-km-Rennen von Paris auf dem Autodrome de Linas-Montlhéry im Ferrari 250 GTO. Mit einem Rückstand von 12 Runden auf David Piper und Mike Parkes, die sich das Cockpit eines Ferrari 250LM teilten, beendete das Duo dieses Langstreckenrennen als Gesamtdritter. Neben Starts bei der Tour de France für Automobile fuhr er auch zweimal das 24-Stunden-Rennen von Spa-Francorchamps.

## Unternehmer und Rennstallbesitzer
1971 gründete er ein Unternehmen, das eine unter dem Namen Aseptogyl vermarktete Zahnpasta herstellte. Um die Bekanntheit des Produkts in Frankreich zu erhöhen, verlegte er seine Rennaktivitäten vom Fahrer zum Rennstallbesitzer. Zwei wesentliche Merkmale prägten sein Rennteam: die rosarote Farbgebung der Einsatzfahrzeuge, die der Zahnpastaverpackung entsprach, und ausschließlich Frauen in den jeweiligen Cockpits. Geleitet wurde das Team von Claudine Bouchet, der zweiten Ehefrau von René Trautmann (war in erster Ehe mit Marie-Claude Charmasson verheiratet). Gemeldet wurden Alpine A110 und Lancia Stratos bei der Rallye Monte Carlo der Tour de France für Automobile und dem 24-Stunden-Rennen von Le Mans. Gefahren wurden die Wagen unter anderem von Lella Lombardi, Marie Laurent, Yvette Fontaine, Marianne Hoepfner und Christine Dacremont.
1976 erreichten Lombardi und Dacremont mit dem Lancia Stratos in Le Mans den 20. Gesamtrang. 1977 fiel der Lancia, diesmal von Dacremont und Hoepfner gefahren, mit einem Motorschaden aus. 1978 stoppte eine defekte Zylinderkopfdichtung das Duo.

## Comics
2011 wurde Bob Neyret zum Mittelpunkt des Comic Les filles de l’oncle Bob des niederländischen Zeichners Emilio Van der Zuiden.